# Вивье-ле-Монтань
Вивье́-ле-Монта́нь (фр. Viviers-lès-Montagnes, окс. Vivièrs de las Montanhas) — коммуна во Франции, находится в регионе Юг — Пиренеи. Департамент — Тарн. Входит в состав кантона Пастель. Округ коммуны — Кастр.
Код INSEE коммуны — 81325.

## География
Коммуна расположена приблизительно в 590 км к югу от Парижа, в 60 км восточнее Тулузы, в 45 км к югу от Альби.
По территории коммуны протекает река Берназобр.

## Климат
Климат умеренно-океанический. Зима мягкая и дождливая, лето жаркое с частыми грозами. Ветры довольно редки.

## Население
Население коммуны на 2010 год составляло 1783 человека.
| 1962 | 1968 | 1975 | 1982 | 1990 | 1999 | 2010 |
| ---- | ---- | ---- | ---- | ---- | ---- | ---- |
| 734  | 712  | 870  | 1347 | 1473 | 1636 | 1783 |

## Администрация
| Период | Период | Фамилия    | Партия | Примечания |
| ------ | ------ | ---------- | ------ | ---------- |
| 2008   | 2014   | Рене Сесси |        |            |
| 2014   | 2020   | Ален Вёйе  |        |            |

## Экономика
В 2007 году среди 1096 человек в трудоспособном возрасте (15—64 лет) 798 были экономически активными, 298 — неактивными (показатель активности — 72,8 %, в 1999 году было 71,8 %). Из 798 активных работали 726 человек (388 мужчин и 338 женщин), безработных было 72 (26 мужчин и 46 женщин). Среди 298 неактивных 92 человека были учениками или студентами, 107 — пенсионерами, 99 были неактивными по другим причинам.

## Достопримечательности
- Приходская церковь Св. Мартина (XIV век). Исторический памятник с 1995 года.[4]
- Замок Групьяк (XIX век). Исторический памятник с 1987 года.[5]
- Замок Вивье-ле-Монтань (XVI век). Исторический памятник с 1981 года.[6]
- Ферма Сабартарье. Исторический памятник с 1988 года.[7]

## Фотогалерея

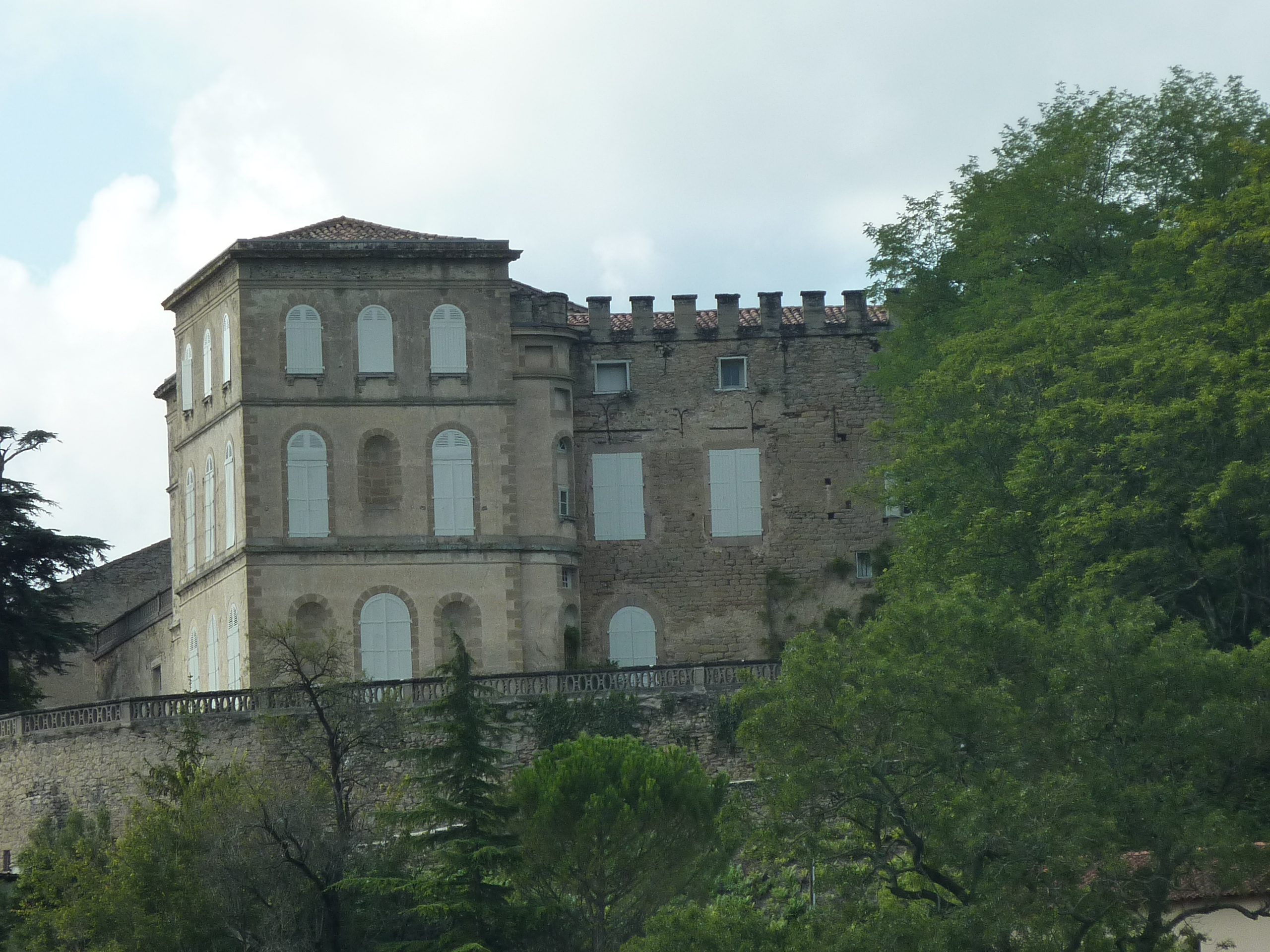
Замок Вивье-ле-Монтань
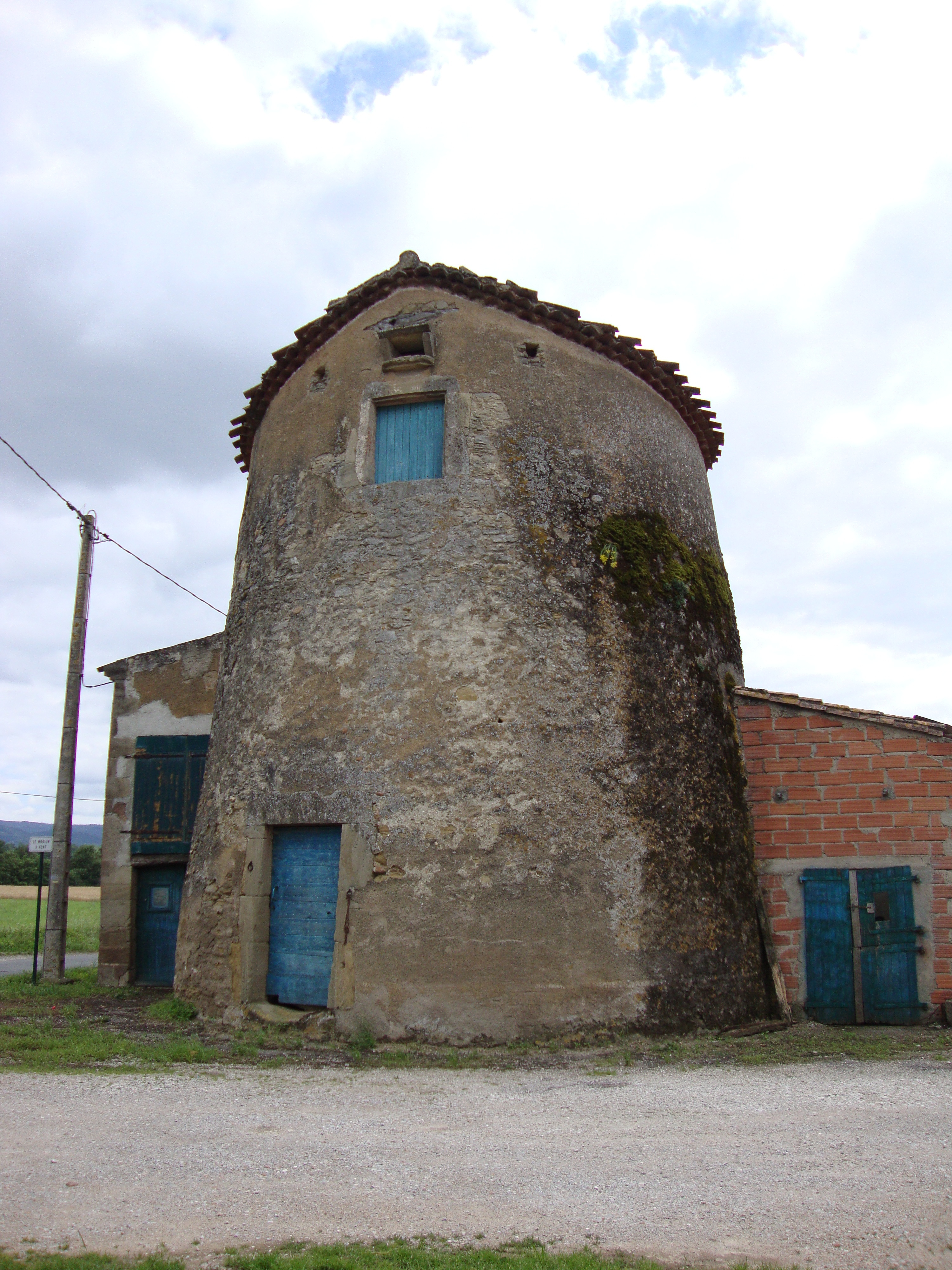
Мельница
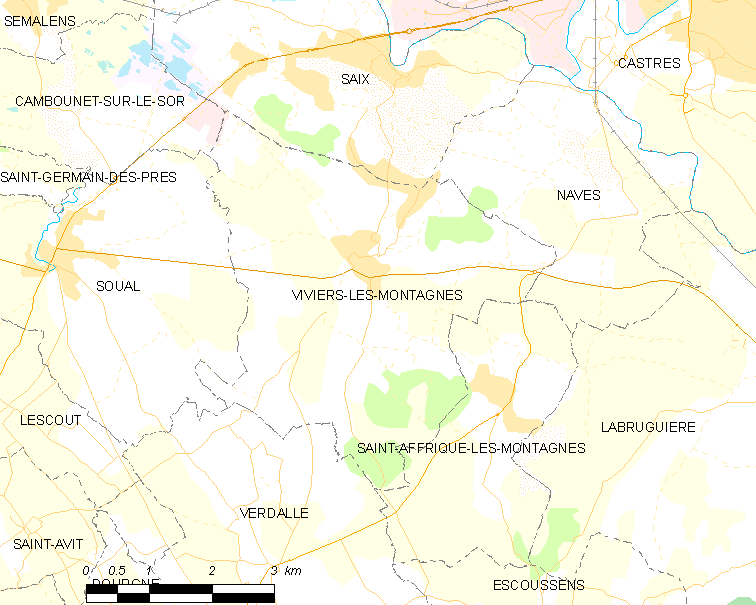
Карта коммуны